# لیبرالیسم وابستگی متقابل
لیبرالیسم وابستگی متقابل دیدگاهی از روابط بین‌الملل است که ادعا دارد افزایش وابستگی متقابل میان کشورها احتمال وقوع درگیری میان آنها را کاهش می‌دهد. طرفداران این دیدگاه اعتقاد دارند که نوین‌گری (مدرنیزاسیون) میزان وابستگی کشورها به یکدیگر را بیشتر کرده و بنابراین امکان همکاری بیشتر آنها را فراهم می‌کند. این دیدگاه همچنین اعتقاد دارد که نخستین دغدغه دولت رفاه مردم است.